# União Sacerdotal Marcel Lefebvre
A União Sacerdotal Marcel Lefebvre (USML) é uma associação apostólica católica tradicionalista, fundada em 15 de julho de 2014 por Dom Williamson após sua expulsão da Fraternidade Sacerdotal São Pio X.

## História
Em forte oposição ao bispo Bernard Fellay, que gostaria de obter um acordo canônico com o Papa de Roma, vários sacerdotes pertencentes à Fraternidade Sacerdotal de São Pio X reuniram-se em Avrillé, na França, em julho de 2014 , em torno do bispo Richard Williamson e eles deram origem a esta nova união nascida de todos os ex-membros da FSSPX. Os padres reunidos na Igreja Lefebvriana representam "a ala mais extrema" dos tradicionalistas católicos, os chamados resistentes: em oposição à proposta de um (possível) acordo canônico, procurado pelo bispo Bernard Fellay com o papado romano; como profundamente oposto ao modernismo e ao ecumenismo. Uma união de tradicionalistas católicos que visa reunir todos aqueles sacerdotes seculares que se dizem autenticamente herdeiros do pensamento do arcebispo, Monsenhor Marcel Lefebvre, e que reivindicam São Pio X como seu padroeiro.
Em 19 de março de 2015 em Nova Friburgo no Brasil em um mosteiro beneditino Williamson ordenou bispo Jean-Michel Faure sem mandato papal. Dom Jean-Michel Faure retorna à França e abre o seminário da USML sob o patrocínio de São Luís Maria Grignion de Montfort e do beato Noël Pinot.

## Itens relacionados
- Católicos tradicionalistas
- Fraternidade Sacerdotal de São Pio X
- Jean Michel Faure
- Marcel Lefebvre
- Richard Williamson